# Ipso iure
Ipso iure (también, ipso jure) es una expresión latina que puede traducirse como "por virtud del derecho", "de pleno derecho" o "por el derecho mismo". Se considera opuesta a la expresión ipso facto que se puede traducir como "por virtud del hecho". En el ámbito jurídico, la expresión ipso iure sirve para referirse a una consecuencia jurídica que se produce sin necesidad de que ocurra un hecho o acto, sino por el mismo derecho.
Por ello, esta expresión sirve para describir a aquellos efectos que se producen sin requerimiento o instancia de parte, y que los produce la misma norma jurídica. Por ejemplo, en el caso de que un acto sea nulo, la nulidad se produce ipso iure, sin necesidad de que nadie la solicite. Mientras que la anulabilidad debe ser solicitada por la parte que se siente perjudicada, por lo que se produce ipso facto.